# Panzer-Brigade 150

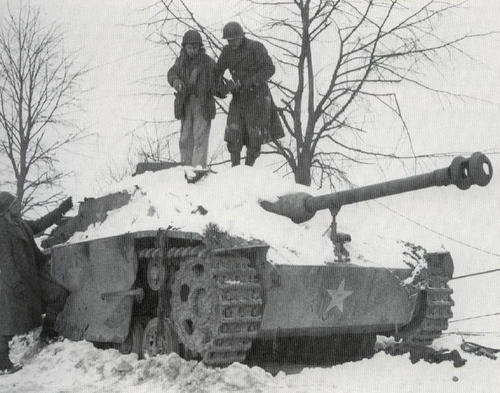
Sturmgeschütz während der Ardennenoffensive

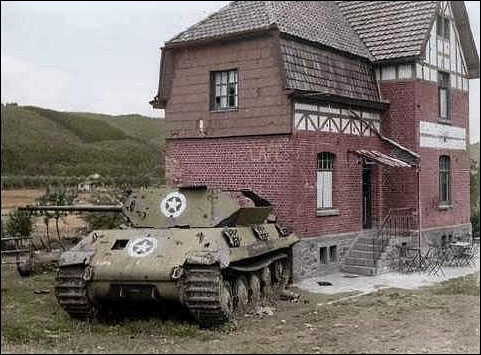
Als amerikanischer M10 Panzer getarnter Pz.Kpfw. V Panther der PzBrig 150

Die Panzer-Brigade 150 (auch als 150. SS-Panzer-Brigade bezeichnet) war während des Zweiten Weltkriegs ein kurzlebiger gepanzerter Kampfverband der Wehrmacht.
Die Brigade gehörte zu den wenigen Einheiten der Wehrmacht, in denen Wehrmachts- und Waffen-SS-Angehörige in einem gemeinsamen organisatorischen Kampfverband eingesetzt wurden.

## Geschichte
Die Panzer-Brigade 150 wurde Anfang November 1944 auf dem Truppenübungsplatz Grafenwöhr aufgestellt.
Die Einheit war für Sonderaufgaben des OKW's bei der geplanten Ardennen-Offensive vorgesehen, auch im Rahmen des Unternehmens Greif. Die Einheit bestand aus Freiwilligen und Angehörigen diverser Spezialverbände von Heer, Luftwaffe (Fallschirmjäger des KG 200), Kriegsmarine und Waffen-SS. Als Aufgaben waren für die Brigade im Rahmen der Operation „Rabenhügel“ Fernaufklärungs- und Diversionsaufträge im feindlichen Hinterland in den Ardennen vorgesehen (z. B. Eroberung von wichtigen Brücken und Sicherung US-amerikanischer Treibstofflager).
Am 21. November schickte der Befehlshaber, SS-Obersturmbannführer Skorzeny, per Telegramm eine Anforderung zur Ausrüstung der Panzer-Brigade 150 an den Oberbefehlshaber West. Hierin wurden 147 Jeep, 193 Lkw, 23 Schützenpanzerwagen, 17 Panzer und 14 Sturmpanzer als Bedarf aufgeführt. Die Masse der Fahrzeuge waren der Brigade noch nicht zur Verfügung gestellt worden und Skorzeny wies darauf hin, dass sein Auftrag unter den gegebenen Bedingungen undurchführbar sei.
Ursprünglich war eine vollständige Ausrüstung des Verbandes mit amerikanischen Beutefahrzeugen, englischsprachige Soldaten und erbeutete amerikanische Uniformen vorgesehen. Doch es stellte sich heraus, dass für eine solche Ausstattung unter der großen Geheimhaltung, die erforderlich war, nicht genug Beutegerät zusammengeholt werden konnte. Aus diesem Grund wurden fünf deutsche Sturmgeschütz III und fünf Panzerkampfwagen V Panther zugeteilt, die optisch zu amerikanischen Fahrzeugen umgebaut wurden. Dem Pz.Kpfw. V Panther wurde hierbei die Optik eines amerikanischen Tank Destroyer M10 gegeben. Alle Fahrzeuge der Einheit wurden in grüner Farbe bemalt und mit amerikanischen Hoheitszeichen versehen.
Die Brigade wurde während der Ardennenoffensive eingesetzt und operierte mit den beiden Kampfgruppen X und Y. Nachdem die Überrumpelung der gegnerischen Verbände misslang, wurden die Kampfgruppen wie reguläre Truppen eingesetzt und erlitten hierbei schwere Verluste.
Nach Abbruch der Ardennenoffensive wurde die Panzer-Brigade 150 am 25. Dezember 1944 wieder aufgelöst.

## Kommandeure
- Oberstleutnant Hermann Wulf (Anfang November 1944 – 14. Dezember 1944)
- SS-Obersturmbannführer Otto Skorzeny, (14. Dezember 1944 – 25. Dezember 1944)